# Howmet TX
La Howmet TX (Turbine eXperimental) era una vettura statunitense da competizione appartenente alla categoria delle Sport prototipo, progettata nel 1968 per collaudare le potenzialità della turbina a gas. Tale progetto, pianificato dal pilota Ray Heppenstall, univa un telaio realizzato della McKee Engineering a motori a turbina noleggiati dalla Continental Aviation & Engineering; il sostegno economico era della Howmet Corporation.
Sebbene non fosse stata la prima vettura da competizione dotata di propulsore a turbina, la Howmet TX rimane tutt'oggi la prima e unica vettura a turbina che abbia mai vinto una gara, avendo vinto due gare e due corse di qualifica organizzate dallo Sports Car Club of America (SCCA) durante la sua unica stagione agonistica. In seguito la TX registrò sei record di velocità terrestre omologati FIA dopo il suo ritiro dalle competizioni.

## Lo sviluppo

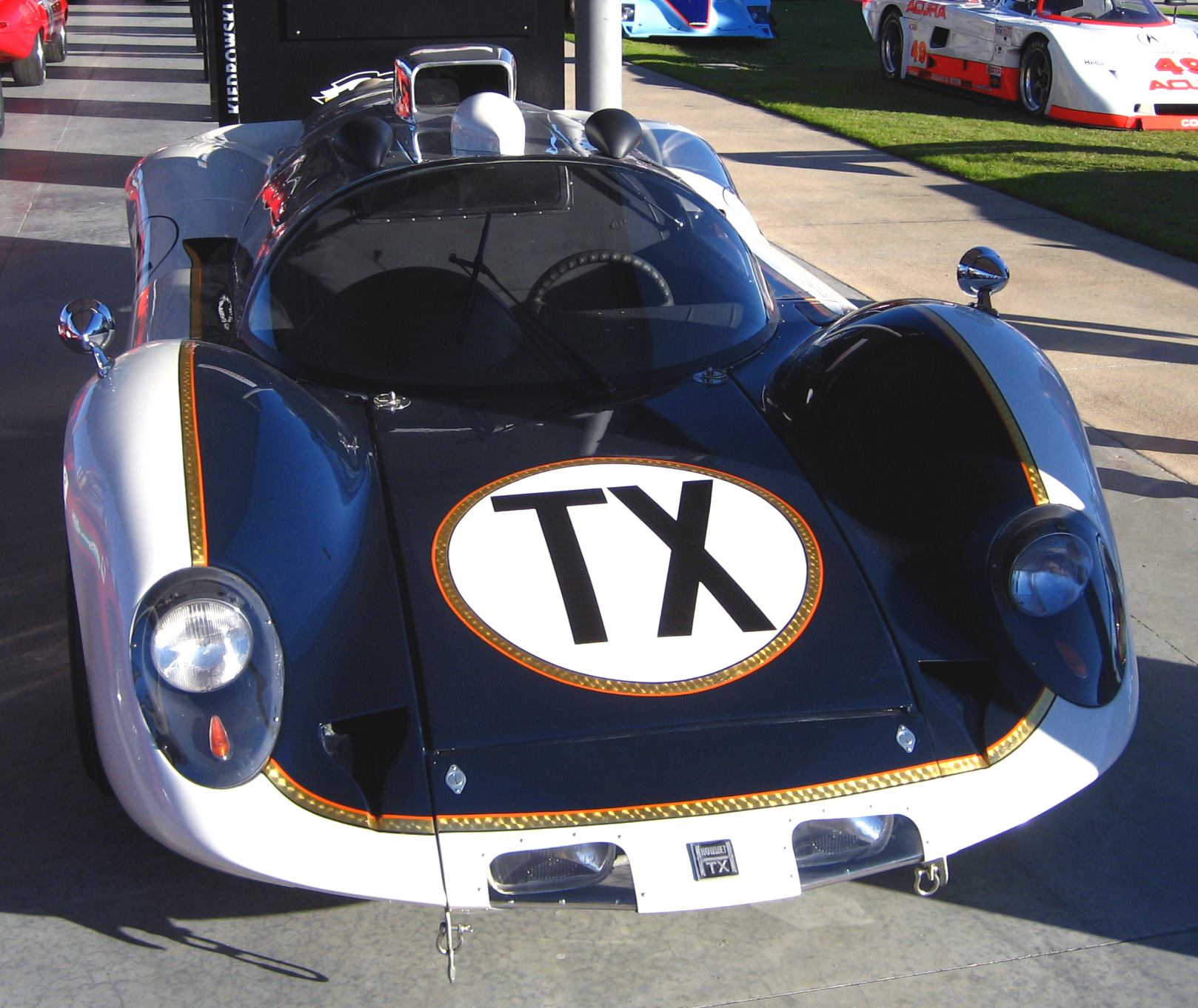
La Howmet TX fu realizzata sul telaio McKee Mk.9. Questo è il secondo esemplare realizzato.

L'interesse nell'uso delle turbine a gas come alternativa ai motori a pistoni andava crescendo nell'industria automobilistica durante gli anni sessanta. La Chrysler aveva cominciato i collaudi negli anni '50 e iniziò a noleggiare al pubblico la sua Turbine Car nel 1963, mentre la casa automobilistica britannica Rover e la scuderia BRM unirono i loro sforzi per realizzare un'auto da corsa per la 24 Ore di Le Mans nel 1963 e nel 1965.
Entrambe le vetture si dimostrarono affidabili, ma non riuscirono a ottenere il successo di pubblico e i risultati in gara che da esse ci si sarebbe rispettivamente aspettato. A partire dal 1967 Andy Granatelli, progettista e proprietario di una scuderia, diede vita a una vettura motorizzata da una turbina che portò il pilota statunitense Parnelli Jones quasi a vincere la 500 miglia di Indianapolis, ma che dovette ritirarsi per un problema meccanico dopo aver condotto la gara per oltre due terzi. Un tentativo simile portato avanti con una Lotus 56 nel 1968 portò al medesimo risultato dopo aver mostrato di meritare le vittoria.
Nello stesso periodo del debutto a Indy dell'auto di Granatelli, il pilota Ray Heppenstall cominciò a concepire un progetto per motorizzare con una turbina a gas la sua vettura sport, eliminando i difetti mostrati anni prima dalla Rover-BRM. Heppenstall riteneva che un telaio dal disegno semplificato avrebbe incrementeto la competitività dell'auto a turbina; egli sottopose in un primo momento il progetto alla Allison Engine Company e in seguito alla Williams Research. Alla fine chiese aiuto al suo amico pilota Tom Fleming, che all'epoca era vicepresidente della Howmet Corporation, fornitrice di fusioni per turbine nell'industria aerospaziale. Heppenstall e Fleming riuscirono a convincere la Howmet che supportare finanziariamente una vettura sport competitiva e unica nel suo genere potesse portare il grande pubblico a conoscere l'azienda. La Howmet accettò di finanziare il progetto, prestando il suo nome alla vettura.

### Il telaio
Heppenstall avviò il progetto acquistando una vettura Cooper Monaco, ma in seguito decise che non era la scelta migliore per un motore a turbina e quindi la rivendette. Allora Heppenstall richiese a Bob McKee, proprietario della McKee Engineering, la costruzione di due vetture nuove. Il primo telaio a traliccio fu realizzato in realtà partendo da una precedente vettura McKee realizzata per il campionato CanAm nel 1966, adattata per ospitare il motore a turbina. Il secondo esemplare fu invece realizzato partendo da zero, il che permise di progettarlo per lo specifico uso del motore a turbina utilizzando un telaio allungato di 2,25 pollici (5,7 cm). I telai erano denominati Mk.9 dalla McKee, ma non furono utilizzati per nessun'altra vettura oltre alla Howmet TX.
La Mk.9 fu progettata secondo le norme del Gruppo 6 emesse dalla FIA per le vetture prototipo, che lasciava piena libertà ai progettisti, ponendo limiti solo per la cilindrata. Bob McKee progettò una carrozzeria chiusa con portiere ad ala di gabbiano che vestiva la vettura a motore centrale. Le sospensioni erano a quadrilateri deformabili con molle a spirale e freni a disco su ogni ruota. Il serbatoio da 32 galloni americani (USgal) per il cherosene era posto tra l'abitacolo e il motore.

### La turbina
Le turbine che muovevano le due two Howmet TX furono noleggiate dalla Continental Aviation & Engineering. Le turbine a gas TS325-1 erano prototipi, derivati da un appalto non portato a termine per un elicottero militare, che la Continental al momento non utilizzava. Le turbine date in prestito pesavano 170 libbre (77kg) e producevano 325 bhp (330CV/PS o 242kW) e 650 lbf·ft (949nM) di coppia e potevano raggiungere i 57.000 rpm.

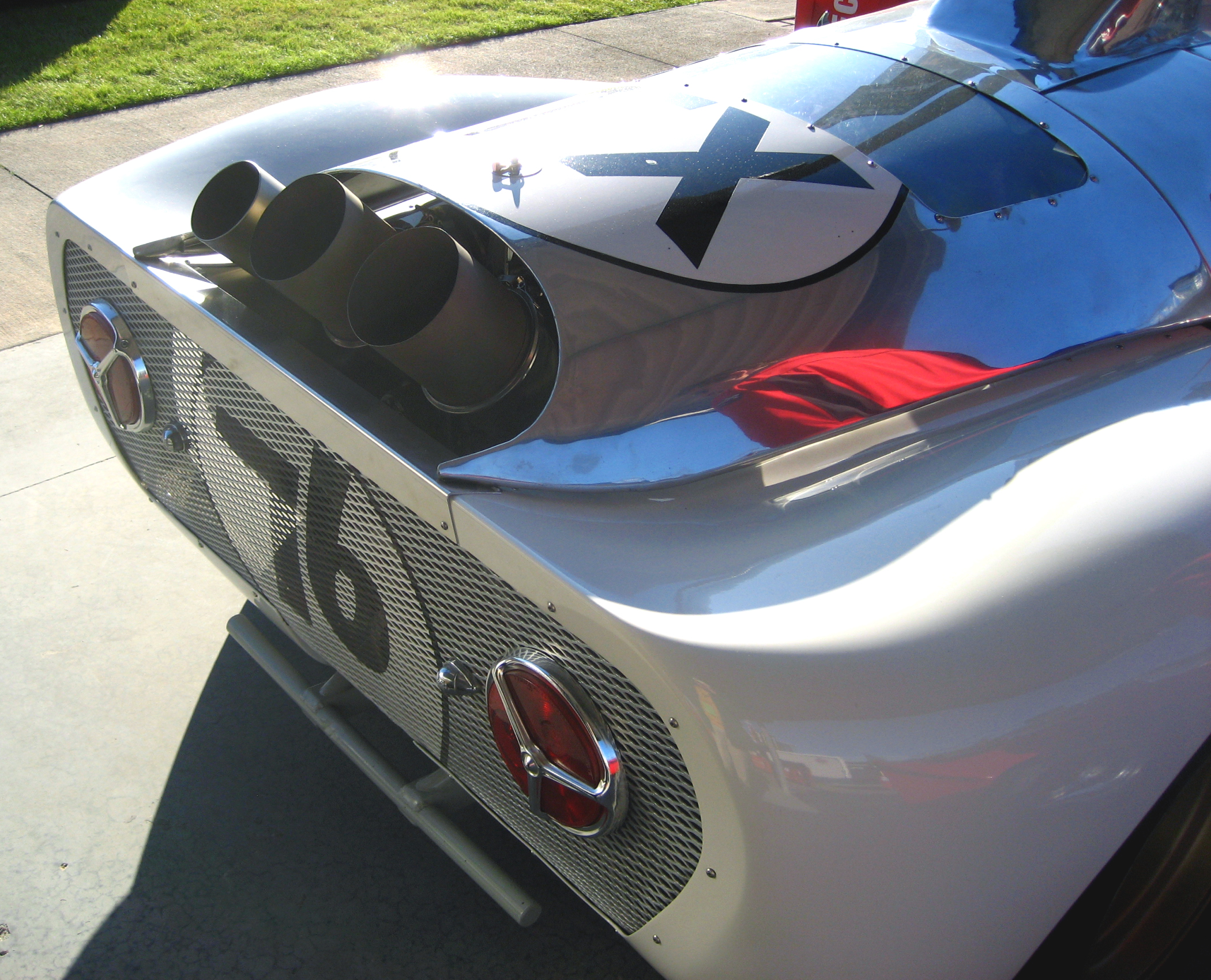
I tubi di scarico della turbina continental originale. Il tubo più piccolo serve alla wastegate della turbina.

La turbina era a doppio stadio e un Turboalbero forniva la potenza alle ruote motrici passando attraverso un riduttore. Grazie all'ampio campo di utilizzo della turbina, il cambio tradizionale non era necessario e la Howmet TX era quindi un'automobile monomarcia, sebbene venisse cambiata la riduzione finale del differenziale a seconda del circuito su cui doveva gareggiare. Con tale trasmissione la retromarcia era assente e, sebbene Heppenstall in un primo momento volesse farne a meno, la FIA la rese obbligatoria e venne montato un piccolo motore elettrico alimentato dalla turbina per muovere l'auto all'indietro.
La turbina usava due ampi tubi di scarico diretti verso l'alto e collocati all'estremità posteriore della vettura. Era poi presente in posizione decentrata un terzo tubo di scarico più piccolo, quello della valvola wastegate. Tale valvola era progettata in funzione della riduzione del ritardo di risposta della turbina ai comandi dell'acceleratore. Una volta raggiunto il regime massimo di rotazione, la wastegate regolava inoltre la quantità di carburante che affluiva alla turbina, modulando la potenza erogata.
Sebbene la cilindrata delle turbine non possa essere misurata con la stessa metodologia dei motori a pistoni, la FIA introdusse una formula di equivalenza per calcolare quella della Continental TS325-1, convenzionalmente determinata in 2960 cc, sebbene Heppenstall abbia in seguito ammesso che il motore era effettivamente al di sopra del limite dei tre litri. La cilindrata equivalente così stabilita permise alla vettura di competere tra le sport prototipo del Gruppo 6 fino a 3 litri.

## Storia agonistica
Dopo aver completato l'assemblaggio delle due Howmet TX, le vetture furono iscritte alla 24 Ore di Daytona, gara inaugurale del Campionato Internazionale Marche 1968. La loro presenza attirò attenzione prima ancora dell'inizio della competizione e vi fu dato grosso rilievo sulla copertina del programma di gara. Sebbene entrambe le vetture fossero nell'elenco dei partenti, solo il secondo esemplare prese parte alla corsa, mentre l'altra auto fu tenuta ai box come vettura di riserva. L'equipaggio della Howmet TX, composto dallo stesso Heppenstall, Dick Thompson ed Ed Lowther, riuscì a qualificarsi settimo in griglia. In gara molti avversari effettuarono le loro sosta per il rifornimento prima della Howmet, permettendole ri risalire la classifica fino al terzo posto, ma al 34º giro la wastegate della turbina rimase chiusa durante la percorrenza di una curva e l'eccesso di potenza mandò in testacoda la vettura, che andò a sbattere contro le barriere e dovette ritirarsi.
Per la 12 Ore di Sebring tenutasi dopo un paio di mesi, la TX fu capace di migliorare le proprie prestazioni qualificandosi terza alle spalle di una Porsche 907 e di una Ford GT40. In un primo momento la turbina funzionò in modo affidabile, ma giro dopo giro l'ingestione dei detriti presenti sulla pista la danneggiò e le vibrazioni indotte fecero rompere il supporto posteriore sinistro. La vettura si ritirò dopo sei ore.
Dopo Sebring, il Campionato Internazionale Marche ritornò in Europa e così fece il team Howment. Si iscrissee alla BOAC 500 sul Circuito di Brands Hatch. I problemi alla wastegate fecero ritirare la vettura dopo soli sette giri. Rimasto in Gran Bretagna, il team Howmet iscrisse la vettura a una gara sprint del locale campionato nazionale tenutasi sul Circuito di Oulton Park affidandola al pilota britannico Hugh Dibley. Comunque la rottura del motorino d'avviamento durante un pit stop privò di nuovo la TX della possibilità di portare a termine questa gara sulla distanza di un'ora.
Piuttosto che restare in Europa per il prosieguo del Campionato Internazionale Marche, la squadra riportò la TX negli Stati Uniti per competere nel Campionato Nazionale SCCA. Una volta rientrati nel Paese di origine, la vicinanza alla sede permise di superare i problemi di giuventù della vettura e la Howmet TX riuscì a finire la sua prima gara, il Vandergraft Trophy tenutosi a New Cumberland (Virginia Occidentale). Heppenstall portò la vettura sul podio, concludenco la gara al secondo posto e facendo registrare il nuovo record del circuito. Dopo il successivo ritiro nel Michigan, la TX fu iscritta alla corsa Heart of Dixie a Huntsville, in Alabama, dove in una breve gara di qualificazione che si disputava il giorno precedente alla gara vera e propria veniva decisa la griglia di partenza di quest'ultima. La Howmet TX ottenne la vittoria nella gara di qualificazione ottenendo così la pole position. Scattata da lì, mantenne la prima posizione fino all'arrivo: queste due vittorie furono le prime mai conseguite da una vettura spinta da un motore a turbina in una competizione ufficiale.
Una volta ottenuta la prima vittoria al volante della Howmet TX, Heppenstall fu di nuovo affiancato da Dick Thompson per laMarlboro 300. La vettura conquistò nuovamente la breve gara di qualificazione che assegnava la pole position e da questa andò a vincere la gara vera e propria con un margine di 11 giri, dopo aver condotto dal primo all'ultimo giro. Fiduciosi nelle capacità della vettura contro la concorrenza europea, entrambi gli esemplari furono iscritti alla 6 Ore di Watkins Glen, gara valevole per il Campionato Internazionale Marche. Hugh Dibley e il debuttante Bob Tullius vennero iscritti con la prima vettura, mentre Heppenstall e Thompson con la second. Le vetture si qualificarono ottava e nona. Grazie ad alcuni incidenti che coinvolsero a inizio gara le Porsche ufficiali, le due TX risalirono al terzo e quarto posto assoluto, ma la vettura di Dibley e Tullius fu vittima durante l'ultima ora di problemi alla trasmissione che la costrinsero ad arrancare lungo il circuito fino al termine della gara, mentre l'altra auto mantenne il passo fino alla fine, ottenendo il podio, conquistando la vittoria di classe e guadagnando 4 punti valevoli per il campionato.
Dopo il successo a Watkins Glen, le due auto furono preparate per partecipare alla 24 Ore di Le Mans, posticipata quell'anno a settembre per le proteste che nel 1968 infiammarono le piazze. La società francese Pechiney, produttrice di alluminio, sponsorizzò l'iscrizione della squadra alla competizione. Gli equipaggi rimasero gli stessi della gara precedente, ma le prestazioni in qualifica al Circuit de la Sarthe furono inficiate dai lunghi rettilinei e la migliore delle due si qualificò ventesima.
Durante la gara la vettura di Thompson cominciò ad aver problemi già dopo tre giri. il sistema d'alimentazione non riusciva a mandare abbastanza cherosene alla turbina, che quindi non forniva la massima potenza, cosicché la TX arrancava lungo gli interminabili rettilinei. Mentre una delle auto proseguiva a passo ridotto, l'altra fu vittima della rottura del mozzo di una ruota due ore dopo, richiedendo una riparazione lunga tre ore. Alla sesta ora di gara la vettura fu squalificata per aver percorso una distanza insufficiente, pari a soli 60 giri. La vettura di Thompson non durò molto di più, perché il pilota andò a sbattere alla curva Indianapolis, capottando e distruggendo la macchina.
Una volta conclusa la stagione 1968, Heppenstall cominciò a pianificare la stagione successiva, prevedendo lo sviluppo di una trasmissione a rapporti multipli in luogo di quella monomarcia utilizzata nell'anno del debutto. Ma la Howmet riteneva che il programma non stesse fornendo il ritorno pubblicitario desiderato e decise di interrompere la collaborazione.

### Record di velocità terrestri
La Howmet decise nel 1969 che, sebbene il programma sportivo fosse troppo costoso da portare avanti, le due vetture potevano ancora servire come mezzi promozionali. Heppenstall decise di tentare di riparare il secondo telaio TX distrutto in gara a Le Mans. La vettura fu sottoposta a profonde modifiche per adattarla alla nuova carrozzeria barchetta, venendo ridenominata Howmet TX Mk.II. Il nuovo veicolo si cimentò nel tentativo di infrangere alcuni record di velocità terrestri nella categoria delle vetture a turbina. Poiché la TX Mk.II pesava circa 1000 kg, la vettura fece diversi tentativi rientrando in due diverse categorie di peso semplicemente variando la zavorra posta a bordo
Su una strada vicino al Talladega Superspeedway Heppenstall pilotò la TX Mk.II nell'agosto 1970, conseguendo 6 record riconosciuti dalla FIA, con il cronometraggio effettuato dalla IMSA.
| Record di velocità FIA          | Record di velocità FIA         | Record di velocità FIA | Record di velocità FIA | Record di velocità FIA |
| Classe                          | Tipo                           | tempo secondi          | Velocità               |                        |
| Classe                          | Tipo                           | tempo secondi          | km/h                   |                        |
| ------------------------------- | ------------------------------ | ---------------------- | ---------------------- | ---------------------- |
| Classe 2 (tra 500 kg e 1000 kg) | ¼ miglio con partenza da fermo | 11.83                  | 122.41 km/h            |                        |
| Classe 2 (tra 500 kg e 1000 kg) | ½ km con partenza da fermo     | 13.48                  | 133.53 km/h            |                        |
| Classe 2 (tra 500 kg e 1000 kg) | 1 km con partenza da fermo     | 21.18                  | 167.97 km/h            |                        |
| Classe 3 (oltre 1000 kg)        | ¼ miglio con partenza da fermo | 13.87                  | 104.41 km/h            |                        |
| Classe 3 (oltre 1000 kg)        | ½ km con partenza da fermo     | 15.74                  | 114.35 km/h            |                        |
| Classe 3 (oltre 1000 kg)        | 1 km con partenza da fermo     | 23.92                  | 150.50 km/h            |                        |

### Impieghi successivi

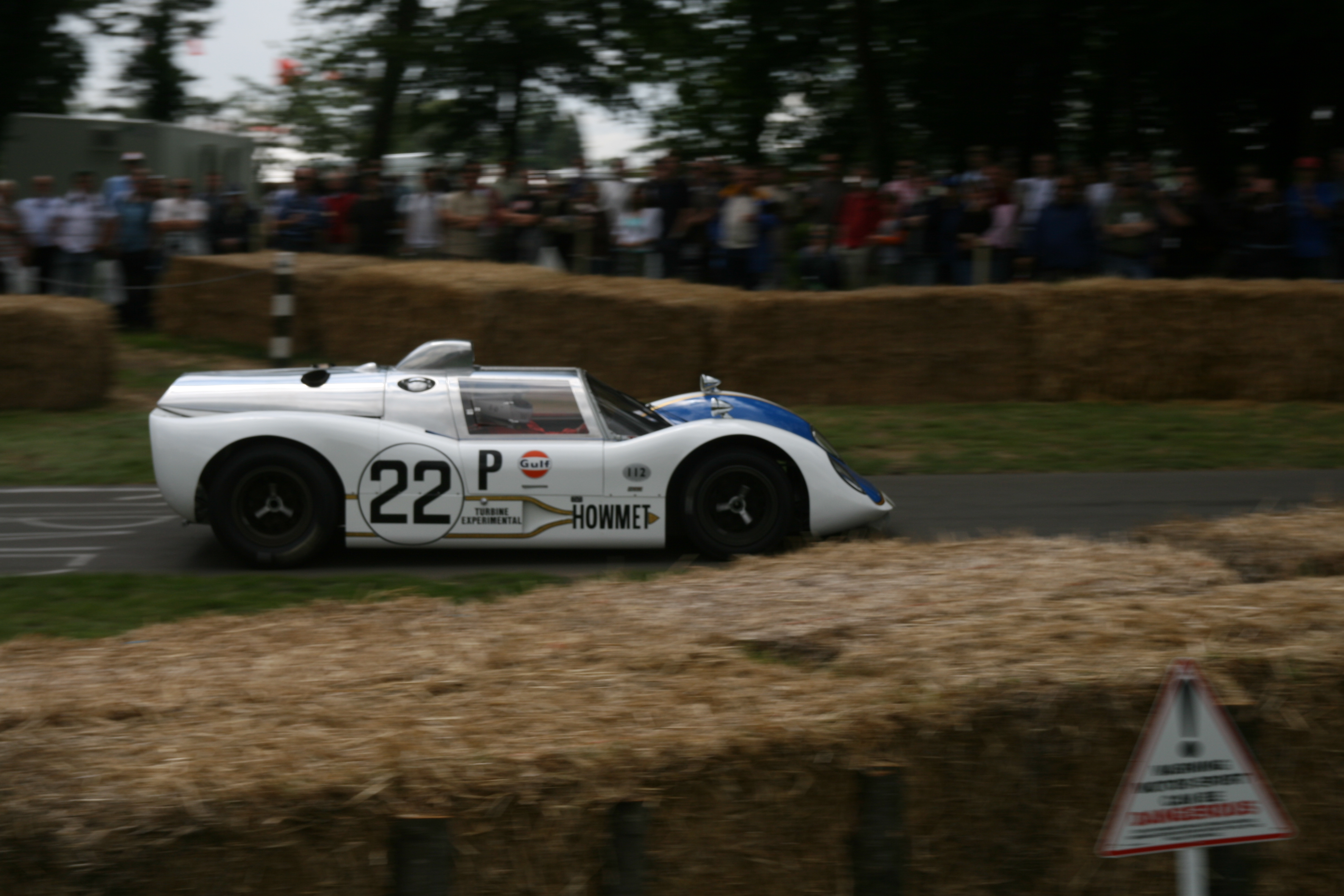
La Howmet TX telaio #GTP3 al Goodwood Festival of Speed del 2007

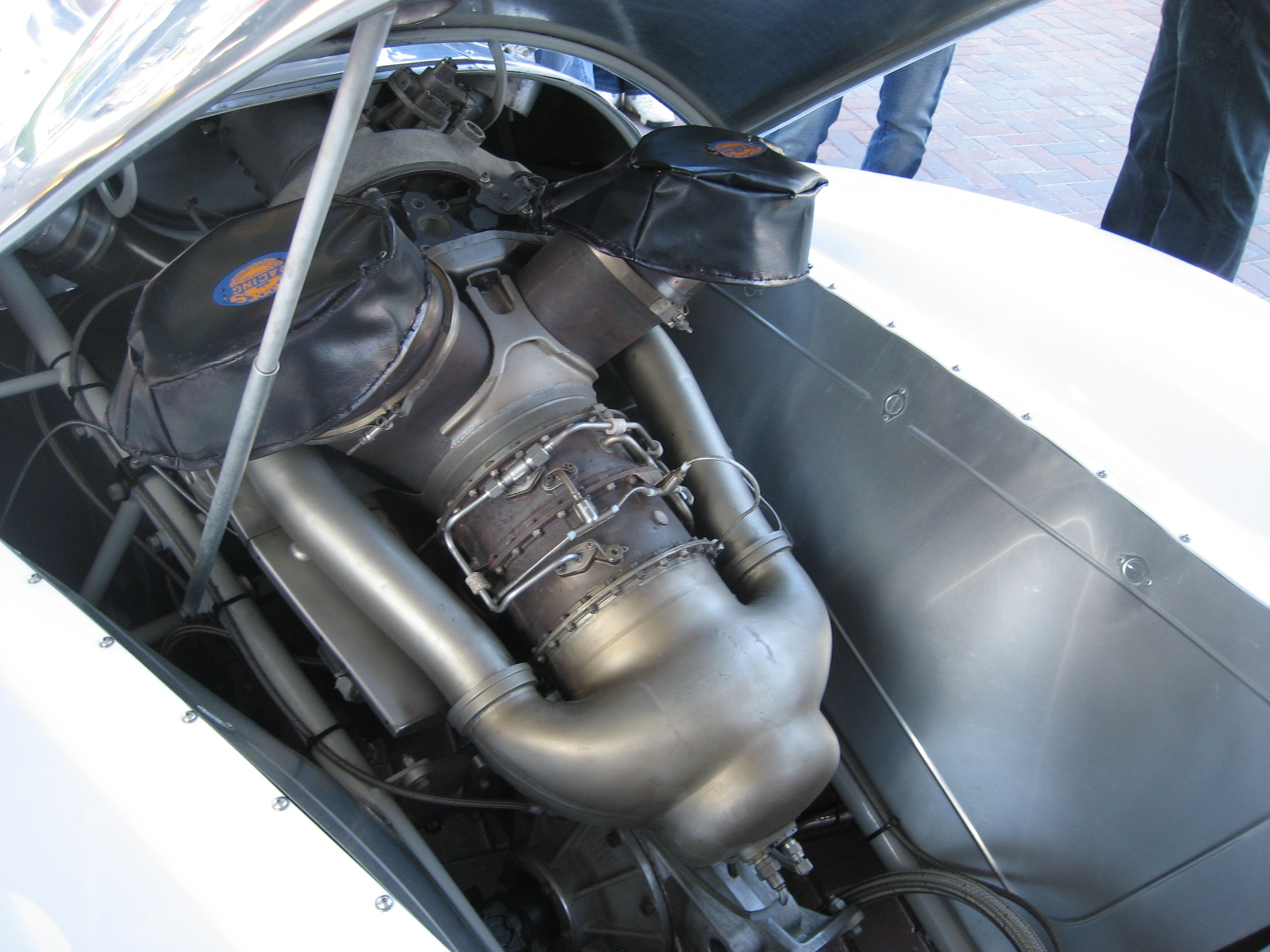
Una turbina Allison 250C18 installata nel telaio #GTP3. Questa unità è più piccola e più leggera dalla turbina Continental originale.

Nel 1971, la Howmet terminò l'uso promozionale delle due TX. I due telai furono venduti a Rey Heppenstall per prezzo simbolico di un solo dollaro, ma poiché le due turbine Continental erano state noleggiate alla Howmet, esse dovettero essere restituite una volta che le auto furono vendute. Alla fine Heppenstall vendette i due telai.
Il telaio #GTP1 fu acquistato da Jim Brucker e conservato nella sua collezione in California. In mostra statica, è dotato di un simulacro della turbina Continental originale posto nel vano motore. L'automobile fu acquistata da Bruce Linsmeyer della Avon Aero e dotata di una turbina Continental originale. In seguito al restauro la #GTP1 vinse nel 2007 il Sebring Trophy al Concours d'Elegance di Amelia Island.
Il secondo esemplare, telaio #GTP2, fu riconvertita dalla sua configurazione barchetta all'originale carrozzeria chiusa tramite un restauro a cura dalla McKee Engineering su richiesta del nuovo proprietario Chuck Haines. Non potendo ottenere la turbina Continental originale, venne installata al suo posto una turbina Allison 250C18, di dimensioni inferiori.
Il diverso propulsore ha richiesto la riprogettazione di alcuni particolari, poiché lo scarico ora esce dalla parte alta del cofano motore anziché dalla parte posteriore dell'auto. L'assenza della wastegate ha reso inutile il terzo tubo di scarico. Completata nel luglio 1996, la Howmet TX telaio #GTP2 ha partecipato tre volte al Goodwood Festival of Speed. In seguito fu venduta a Xavier Micheron e ora è esposta in Francia.
Durante il periodo in cui Chuck Haines era proprietario del telaio #GTP2 fu scoperto un telaio McKee Mk.9 incompleto. Questo terzo telaio, conosciuto come #GTP3, fu acquistato dallo stesso Haines. Su sua richiesta, la McKee completò nel 2000 la vettura secondo le specifiche originali, ma anche stavolta si dovette usare una turbina Allison. La #GTP3 è ancora nelle mani di Haines (nel 2008, NdT), che la usa in gare per vetture storiche e ha partecipato al Goodwood Festival of Speed nel 2007.

### Annotazioni
1. La Howmet TX ottenne due vittorie in gara. Il totale non comprende le due vittorie conseguite nelle gare sprint di qualificazione.